# Баранець маорійський
Баранець маорійський (Coenocorypha iredalei) — вимерлий вид сивкоподібних птахів родини баранцевих (Scolopacidae). Був ендеміком Нової Зеландії і вимер у XX столітті.

## Назва
Видова назва iredalei дана на честь британського орнітолога Тома Айрдейла (1880-1972).

## Поширення
Доісторично ареал виду включав Південний острів і острів Стюарт, включаючи деякі менші острови біля острова Стюарт. Він вимер як на Південному острові, так і на острові Стюарт після заселення Нової Зеландії полінезійцями (предками маорі) і пов’язаної з цим інтродукції полінезійських пацюків (Rattus exulans). Вид зберігся принаймні на дев'яти невеликих островах до кінця 19-го століття, але був поступово винищений на них після інтродукції щурів та інших хижаків. Востаннє спостерігався у 1964 році на острові Таукіхепа (інша назва Біг-Саут-Кейп).